# اقتصاد كفاف

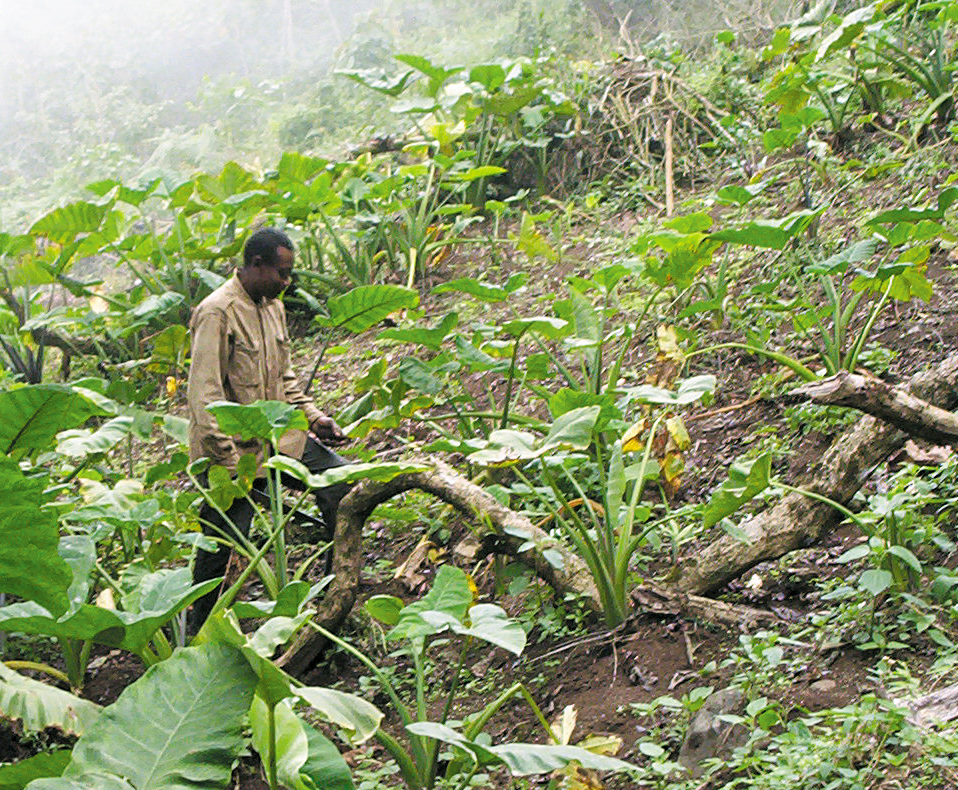

اقتصاد الكفاف أو الاقتصاد المعاشي هو الاقتصاد الذي تحاول به مجموعة ما إنتاج منتجات في فترة معينة بحيث لا تزيد ما يجب أن يستهلكوه في تلك الفترة لكي يبقوا على قيد الحياة، ولا يحاولوا تجميع الثروات أو نقل الإنتاجية من فترة زمنية إلى فترة زمنية لاحقة. في مثل هذا النظام، فإن مفهوم الثروة لا يتواجد، وكما يوجد اعتماد على التجدد وإعادة الإنتاج في داخل البيئة الطبيعية.
قبل أن يتم اختراع العملة كان يعتبر اقتصاد الكفاف هو الاقتصاد المسيطر كنظام اقتصادي. كما لا زال هذا النظام يعتبر الأساس التقليدي في العديد من المجتمعات.